# Tourist Trophy 2015
Il Tourist Trophy 2015 è stato la 96ª edizione del Tourist Trophy, svoltosi dal 6 al 12 giugno. La manifestazione si è disputata in nove gare, con sette differenti classi in competizione, che sono: Superbike TT, Sidecar TT (due gare), Supersport TT (due gare), Superstock TT, TT Zero, Lightweight TT e Senior TT.
Con un totale di 111 punti nelle cinque gare corse, frutto di tre vittorie (le due gare della Supersport e quella della Superstock) e due piazzamenti a podio, è Ian Hutchinson a vincere il trofeo Joey Dunlop TT Championship, mentre il miglior pilota privato (dotato di motocicletta non schierata ufficialmente da una casa costruttrice) è stato Daniel Cooper con 97 punti totali. Il trofeo al miglior equipaggio nelle due gare dei sidecar viene vinto da Ben e Tom Birchall.
Durante le qualifiche della classe Superbike, svoltesi mercoledì 3 giugno, ha perso la vita il pilota francese Franck Petricola, a seguito di un incidente presso Sulby Crossroads. Petricola è il centoquarantatreesimo pilota a perdere la vita al Tourist Trophy.
Dal punto di vista statistico, John McGuinness, con le due vittorie di questa edizione (Senior TT e TT Zero) si porta a 23 vittorie totali al TT, sole tre vittorie dal primatista assoluto Joey Dunlop (26 vittorie). Raggiunge invece le undici vittorie in carriera nel Tourist Trophy Ian Hutchinson, mentre Ivan Lintin raggiunge la sua prima vittoria nella competizione.

## Risultati
La competizione si svolge sul circuito del Mountain, di ogni gara vengono riportati solo i primi dieci piloti classificati. Dove non indicata la nazionalità si intende pilota britannico.

### Superbike TT

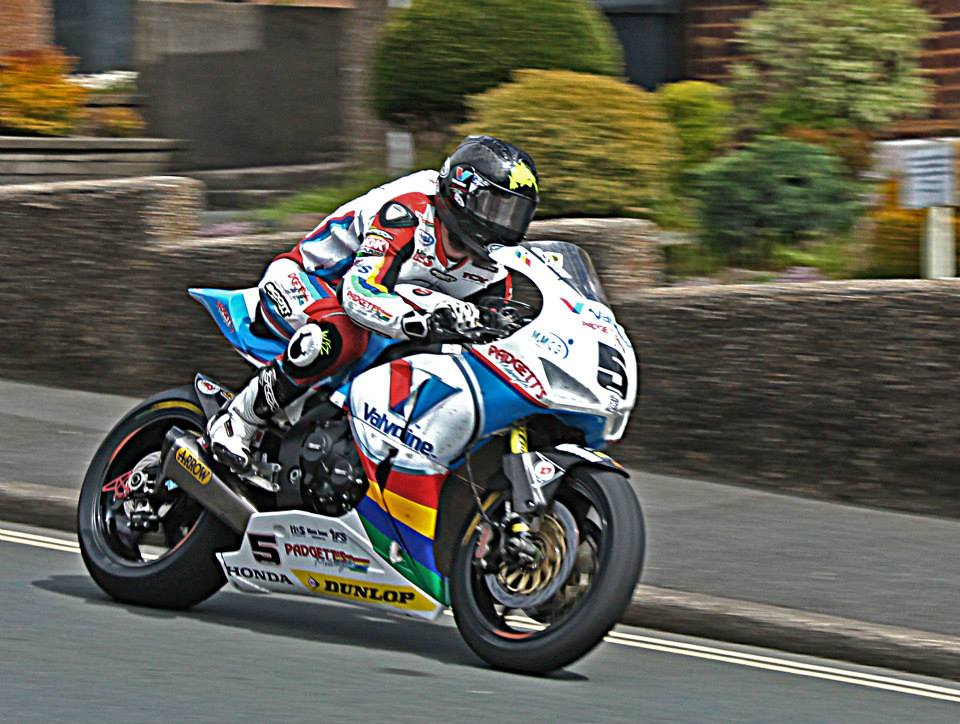
Bruce Anstey, vincitore del Superbike TT

6 giugno. 45 piloti classificati, 27 ritirati. Giro veloce di Bruce Anstey in 17:10.587.
| Pos. | Nº | Pilota          | Motocicletta    | Giri | Tempo        | Velocità media |
| ---- | -- | --------------- | --------------- | ---- | ------------ | -------------- |
| 1º   | 5  | Bruce Anstey    | Honda CBR1000RR | 6    | 01:45:29.902 | 128.749 mph    |
| 2º   | 9  | Ian Hutchinson  | Kawasaki ZX-10R | 6    | 01:45:40.879 | 128.526 mph    |
| 3º   | 2  | James Hillier   | Kawasaki ZX-10R | 6    | 01:46:29.410 | 127.55 mph     |
| 4º   | 1  | John McGuinness | Honda CBR1000RR | 6    | 01:46:42.757 | 127.284 mph    |
| 5º   | 6  | William Dunlop  | BMW S1000 RR    | 6    | 01:47:41.221 | 126.132 mph    |
| 6º   | 4  | Michael Rutter  | BMW S1000 RR    | 6    | 01:48:04.608 | 125.677 mph    |
| 7º   | 15 | Daniel Kneen    | Honda CBR1000RR | 5    | 01:30:20.463 | 150.35 mph     |
| 8º   | 17 | Peter Hickman   | BMW S1000 RR    | 5    | 01:30:50.199 | 149.53 mph     |
| 9º   | 13 | Lee Johnston    | BMW S1000 RR    | 5    | 01:31:01.982 | 149.207 mph    |
| 10º  | 16 | David Johnson   | BMW S1000 RR    | 5    | 01:31:06.559 | 149.082 mph    |

### Sidecar TT - gara 1
6 giugno. 41 equipaggi classificati, 15 ritirati.
| Pos. | Nº | Pilota          | Passeggero   | Motocicletta             | Giri | Tempo        | Velocità media |
| ---- | -- | --------------- | ------------ | ------------------------ | ---- | ------------ | -------------- |
| 1º   | 3  | Ben Birchall    | Tom Birchall | LCR                      | 3    | 58:39.776    | 115.77 mph     |
| 2º   | 5  | John Holden     | Daniel Sayle | LCR Honda                | 3    | 59:03.889    | 114.982 mph    |
| 3º   | 2  | Conrad Harrison | Mike Aylott  | Shelbourne Honda 600 cm³ | 3    | 59:35.636    | 113.961 mph    |
| 4º   | 8  | Ian Bell        | Carl Bell    | LCR Yamaha R6            | 3    | 01:00:36.205 | 112.063 mph    |
| 5º   | 18 | Alan Founds     | Tom Peters   | LCR Suzuki               | 3    | 01:00:56.899 | 111.429 mph    |
| 6º   | 6  | Gary Bryan      | Jamie Winn   | Baker Honda              | 3    | 01:00:56.906 | 111.429 mph    |
| 7º   | 11 | Gary Knight     | Jason Crowe  | DMR Kawasaki             | 3    | 01:01:42.389 | 110.06 mph     |
| 8º   | 29 | Matthew Dix     | Shaun Parker | Baker Yamaha R6          | 3    | 01:02:10.797 | 109.222 mph    |
| 9º   | 14 | Robert Handcock | Aki Aalto    | Baker Honda              | 3    | 01:02:11.953 | 109.188 mph    |
| 10º  | 9  | Wayne Lockey    | Mark Sayers  | Ireson Honda 600 cm³     | 3    | 01:02:19.958 | 108.954 mph    |

### Supersport TT - gara 1
8 giugno. 53 piloti classificati, 14 ritirati. Giro veloce di Ian Hutchinson in 17:44.728.
| Pos. | Nº | Pilota          | Motocicletta        | Giri | Tempo        | Velocità media |
| ---- | -- | --------------- | ------------------- | ---- | ------------ | -------------- |
| 1º   | 9  | Ian Hutchinson  | Yamaha YZF R6       | 4    | 01:12:10.872 | 125.451 mph    |
| 2º   | 5  | Bruce Anstey    | Honda CBR600RR      | 4    | 01:12:18.595 | 125.228 mph    |
| 3º   | 7  | Gary Johnson    | Yamaha YZF R6       | 4    | 01:12:35.811 | 124.733 mph    |
| 4º   | 13 | Lee Johnston    | Triumph Daytona 675 | 4    | 01:12:48.591 | 124.368 mph    |
| 5º   | 8  | Guy Martin      | Triumph Daytona 675 | 4    | 01:12:58.110 | 124.097 mph    |
| 6º   | 10 | James Hillier   | Kawasaki ZX-6R      | 4    | 01:13:24.531 | 123.353 mph    |
| 7º   | 1  | John McGuinness | Honda CBR600RR      | 4    | 01:13:29.156 | 123.224 mph    |
| 8º   | 4  | Conor Cummins   | Honda CBR600RR      | 4    | 01:13:51.604 | 122.599 mph    |
| 9º   | 15 | Daniel Kneen    | Honda CBR600RR      | 4    | 01:14:12.448 | 122.025 mph    |
| 10º  | 14 | Michael Rutter  | Kawasaki ZX-6R      | 4    | 01:14:22.389 | 121.754 mph    |

### Superstock TT
8 giugno. 46 piloti classificati, 22 ritirati. Giro veloce di Michael Dunlop in 17:17.392.
| Pos. | Nº | Pilota          | Motocicletta    | Giri | Tempo        | Velocità media |
| ---- | -- | --------------- | --------------- | ---- | ------------ | -------------- |
| 1º   | 9  | Ian Hutchinson  | Kawasaki ZX-10R | 4    | 01:10:05.298 | 129.197 mph    |
| 2º   | 3  | Michael Dunlop  | BMW S1000 RR    | 4    | 01:10:22.437 | 128.673 mph    |
| 3º   | 13 | Lee Johnston    | BMW S1000 RR    | 4    | 01:10:30.677 | 128.422 mph    |
| 4º   | 2  | James Hillier   | Kawasaki ZX-10R | 4    | 01:10:30.947 | 128.414 mph    |
| 5º   | 17 | Peter Hickman   | BMW S1000 RR    | 4    | 01:10:50.444 | 127.825 mph    |
| 6º   | 16 | David Johnson   | BMW S1000 RR    | 4    | 01:11:00.805 | 127.514 mph    |
| 7º   | 8  | Guy Martin      | BMW S1000 RR    | 4    | 01:11:10.217 | 127.233 mph    |
| 8º   | 1  | John McGuinness | Honda CBR1000RR | 4    | 01:11:35.129 | 126.495 mph    |
| 9º   | 5  | Bruce Anstey    | Honda CBR1000RR | 4    | 01:11:47.731 | 126.125 mph    |
| 10º  | 10 | Conor Cummins   | Honda CBR1000RR | 4    | 01:11:50.172 | 126.053 mph    |

### TT Zero
10 giugno. 6 piloti classificati, 3 ritirati.
| Pos. | Nº | Pilota          | Motocicletta                    | Giri | Tempo     | Velocità media |
| ---- | -- | --------------- | ------------------------------- | ---- | --------- | -------------- |
| 1º   | 1  | John McGuinness | Mugen Shinden                   | 1    | 18:58.743 | 119.279 mph    |
| 2º   | 5  | Bruce Anstey    | Mugen Shinden                   | 1    | 19:02.785 | 118.857 mph    |
| 3º   | 3  | Lee Johnston    | Brammo                          | 1    | 20:16.881 | 111.62 mph     |
| 4º   | 6  | Guy Martin      | Victory                         | 1    | 20:37.987 | 109.717 mph    |
| 5º   | 7  | Robert Wilson   | Sarolea SP7                     | 1    | 21:15.256 | 106.51 mph     |
| 6º   | 10 | Michael Sweeney | E Bike University of Nottingham | 1    | 30:56.695 | 73.156 mph     |

### Supersport TT - gara 2
10 giugno. 46 piloti classificati, 18 ritirati. Giro veloce di Ian Hutchinson in 17:43.224.
| Pos. | Nº | Pilota          | Motocicletta        | Giri | Tempo        | Velocità media |
| ---- | -- | --------------- | ------------------- | ---- | ------------ | -------------- |
| 1º   | 9  | Ian Hutchinson  | Yamaha YZF R6       | 4    | 01:11:58.750 | 125.803 mph    |
| 2º   | 5  | Bruce Anstey    | Honda CBR600RR      | 4    | 01:12:13.570 | 125.373 mph    |
| 3º   | 8  | Guy Martin      | Triumph Daytona 675 | 4    | 01:12:30.775 | 124.877 mph    |
| 4º   | 10 | James Hillier   | Kawasaki ZX-6R      | 4    | 01:12:39.835 | 124.618 mph    |
| 5º   | 7  | Gary Johnson    | Yamaha YZF R6       | 4    | 01:12:53.400 | 124.231 mph    |
| 6º   | 13 | Lee Johnston    | Triumph Daytona 675 | 4    | 01:13:07.207 | 123.84 mph     |
| 7º   | 4  | Conor Cummins   | Honda CBR600RR      | 4    | 01:13:27.145 | 123.28 mph     |
| 8º   | 1  | John McGuinness | Honda CBR600RR      | 4    | 01:13:27.187 | 123.279 mph    |
| 9º   | 15 | Daniel Kneen    | Honda CBR600RR      | 4    | 01:13:29.162 | 123.223 mph    |
| 10º  | 16 | David Johnson   | Triumph Daytona 675 | 4    | 01:13:31.628 | 123.155 mph    |

### Sidecar TT - gara 2
10 giugno. 33 equipaggi classificati, 23 ritirati.
| Pos. | Nº | Pilota          | Passeggero           | Motocicletta             | Giri | Tempo        | Velocità media |
| ---- | -- | --------------- | -------------------- | ------------------------ | ---- | ------------ | -------------- |
| 1º   | 3  | Ben Birchall    | Tom Birchall         | LCR                      | 3    | 58:24.971    | 116.259 mph    |
| 2º   | 1  | Dave Molyneux   | Benjamin Binns       | Suzuki DMR               | 3    | 58:32.555    | 116.008 mph    |
| 3º   | 5  | John Holden     | Daniel Sayle         | LCR Honda                | 3    | 58:44.836    | 115.604 mph    |
| 4º   | 2  | Conrad Harrison | Mike Aylott          | Shelbourne Honda 600 cm³ | 3    | 01:00:00.881 | 113.162 mph    |
| 5º   | 8  | Ian Bell        | Carl Bell            | LCR Yamaha R6            | 3    | 01:00:58.065 | 111.393 mph    |
| 6º   | 29 | Matthew Dix     | Shaun Parker         | Baker Yamaha R6          | 3    | 01:01:51.854 | 109.779 mph    |
| 7º   | 9  | Wayne Lockey    | Mark Sayers          | Ireson Honda 600 cm³     | 3    | 01:02:37.392 | 108.449 mph    |
| 8º   | 40 | Stephen Ramsden | Matty Ramsden        | LCR 600 RR               | 3    | 01:02:52.696 | 108.009 mph    |
| 9º   | 14 | Robert Handcock | Aki Aalto            | Baker Honda              | 3    | 01:03:03.752 | 107.693 mph    |
| 10º  | 19 | Tony Baker      | Fiona Baker-Milligan | Suzuki GSX-R600          | 3    | 01:03:14.313 | 107.393 mph    |

### Lightweight TT
12 giugno. 37 piloti classificati, 14 ritirati. Giro veloce di James Hillier in 18:43.955.
| Pos. | Nº | Pilota          | Motocicletta  | Giri | Tempo     | Velocità media |
| ---- | -- | --------------- | ------------- | ---- | --------- | -------------- |
| 1º   | 6  | Ivan Lintin     | Kawasaki ER-6 | 3    | 57:06.070 | 118.936 mph    |
| 2º   | 2  | James Hillier   | Kawasaki ER-6 | 3    | 57:09.945 | 118.802 mph    |
| 3º   | 4  | Michael Rutter  | Paton S1      | 3    | 57:43.318 | 117.657 mph    |
| 4º   | 8  | James Cowton    | Kawasaki ER-6 | 3    | 58:05.032 | 116.924 mph    |
| 5º   | 7  | Jamie Hamilton  | Kawasaki ER-6 | 3    | 58:15.457 | 116.575 mph    |
| 6º   | 10 | Daniel Cooper   | Kawasaki ER-6 | 3    | 58:19.594 | 116.438 mph    |
| 7º   | 12 | Michael Russell | Kawasaki ER-6 | 3    | 59:05.750 | 114.922 mph    |
| 8º   | 33 | Mark Miller     | Kawasaki ER-6 | 3    | 59:53.262 | 113.402 mph    |
| 9º   | 9  | Connor Behan    | Kawasaki ER-6 | 3    | 59:56.166 | 113.311 mph    |
| 10º  | 17 | Daniel Webb     | Kawasaki ER-6 | 3    | 59:58.353 | 113.242 mph    |

### Senior TT
12 giugno. 49 piloti classificati, 17 ritirati. Giro veloce di John McGuinness in 17:03.567.
| Pos. | Nº | Pilota          | Motocicletta    | Giri | Tempo        | Velocità media |
| ---- | -- | --------------- | --------------- | ---- | ------------ | -------------- |
| 1º   | 1  | John McGuinness | Honda CBR1000RR | 4    | 01:09:23.903 | 130.481 mph    |
| 2º   | 2  | James Hillier   | Kawasaki ZX-10R | 4    | 01:09:38.117 | 130.038 mph    |
| 3º   | 9  | Ian Hutchinson  | Kawasaki ZX-10R | 4    | 01:09:44.730 | 129.832 mph    |
| 4º   | 8  | Guy Martin      | BMW S1000 RR    | 4    | 01:09:52.148 | 129.602 mph    |
| 5º   | 3  | Michael Dunlop  | BMW S1000 RR    | 4    | 01:10:03.010 | 129.267 mph    |
| 6º   | 10 | Conor Cummins   | Honda CBR1000RR | 4    | 01:10:07.202 | 129.139 mph    |
| 7º   | 17 | Peter Hickman   | BMW S1000 RR    | 4    | 01:10:09.836 | 129.058 mph    |
| 8º   | 5  | Bruce Anstey    | Honda CBR1000RR | 4    | 01:10:13.264 | 128.953 mph    |
| 9º   | 16 | David Johnson   | BMW S1000 RR    | 4    | 01:10:20.869 | 128.72 mph     |
| 10º  | 4  | Michael Rutter  | BMW S1000 RR    | 4    | 01:10:23.255 | 128.648 mph    |